# John Njue
John Njue, född 4 januari 1946 i Embu i dåvarande Kenyakolonin, är en kenyansk kardinal i Romersk-katolska kyrkan.
Njue prästvigdes 1973 av påve Paulus VI i Peterskyrkan i Rom. År 2007 utsågs han till ärkebiskop i Nairobi av påve Benedictus XVI. Samma år upphöjdes han till kardinal och blev därmed den andra kardinalen från Kenya, efter Maurice Michael Otunga. Njue lämnade posten som ärkebiskop 2021. Till följd av hälsoskäl deltog han inte i Konklaven 2025.